# 全允坚
全允坚（?—?），又作全永坚，南宋会稽（今浙江省绍兴市）人，宋度宗全皇后的弟弟，宋恭帝的舅舅。宋理宗母慈宪夫人侄孙。

## 生平
全允坚之父全昭孙，官至岳州知府。宋理宗景定二年（1261年）十一月，宋理宗下诏封侄子（继承人）赵禥的夫人全氏为永嘉郡夫人。十二月，册为皇太子妃。全允坚、全清夫、全庭輝等兄弟补承信郎、直秘阁。宋恭帝德祐元年（1275年）二月丙寅，宋恭帝以谢堂为两浙镇抚使，谢至保宁军节度使，全永坚、谢垕都担任检校少保。德祐二年（1276年）正月初四，宋恭帝以谢堂为两浙镇抚大使，文天祥知临安府，全永坚为浙东抚谕使。正月十三，全永坚加太尉，参知政事。随后，宋恭帝归降元朝。元世祖至元二十三年（1286年）正月十六，元世祖听从桑哥之请，诏命江淮释教总统杨琏真加遣送宋朝宗戚谢仪孙、全允坚、赵沂、赵太一到大都入质。